# Paulo (emissário)
Paulo (em latim: Paulus) foi um romano do século VI. Em 538, durante o Cerco de Mediolano, foi enviado por Mundilas para solicitar a ajuda de Martinho e Ulíaris e se sabe que ele conseguiu voltar em segurança através das linhas inimigas com promessas de ajuda veloz. É incerto se foi um soldado, sendo provável que seja um cidadão de Mediolano. Sua resposta teria encorajado cidadãos e soldados, segundo Procópio de Cesareia.